# لاست کینگز
لاست کینگز (انگلیسی: Lost Kings) یک گروه دی‌جی دونفرهٔ آمریکایی متشکل از رابرت آبیسی و نیک شان‌هولتز است که در لس آنجلس مستقر هستند. این دوئت از سال ۲۰۱۴ با ریمیکس‌های رسمی برای هنرمندانی مانند ایمجین درگنز، کرولا، هالزی، ونس جوی، اکوسمیت، ریانا وتوری کلی شناخته شد و همچنین با موسیقی ارجینال خود در سبک پراگرسیو هاوس محبوبیت پیدا کرد. این گروه تحت مدیریت دیستروپتور منیجمنت که یک همکاری مشترک با سونی میوزیک انترتینمنت است، فعالیت می‌کند و در اکتبر ۲۰۱۶ با دیستروپتور منیجمنت/آرسی‌ای رکوردز قرارداد امضا کرد.